# Hervey Bay
Pour les articles homonymes, voir Hervey.
Hervey Bay est une ville (city) du Sud-Est du Queensland en Australie à 293 kilomètres au nord de Brisbane et à 125 de Bundaberg à proximité de Fraser Island, la plus grande île de sable au monde. Elle se situe en bordure de la mer de Corail. Elle compte 57 722 habitants en 2021.
La ville qui bénéficie d'un climat subtropical très agréable sert de lieu de retraite à de nombreuses personnes de la région.